# Saint-Alban-des-Villards
Saint-Alban-des-Villards é uma comuna francesa na região administrativa de Auvérnia-Ródano-Alpes, no departamento de Saboia. Estende-se por uma área de 24,02 km². Em 2010 a comuna tinha 97 habitantes (densidade: 4 hab./km²).